# Coryanthes speciosa

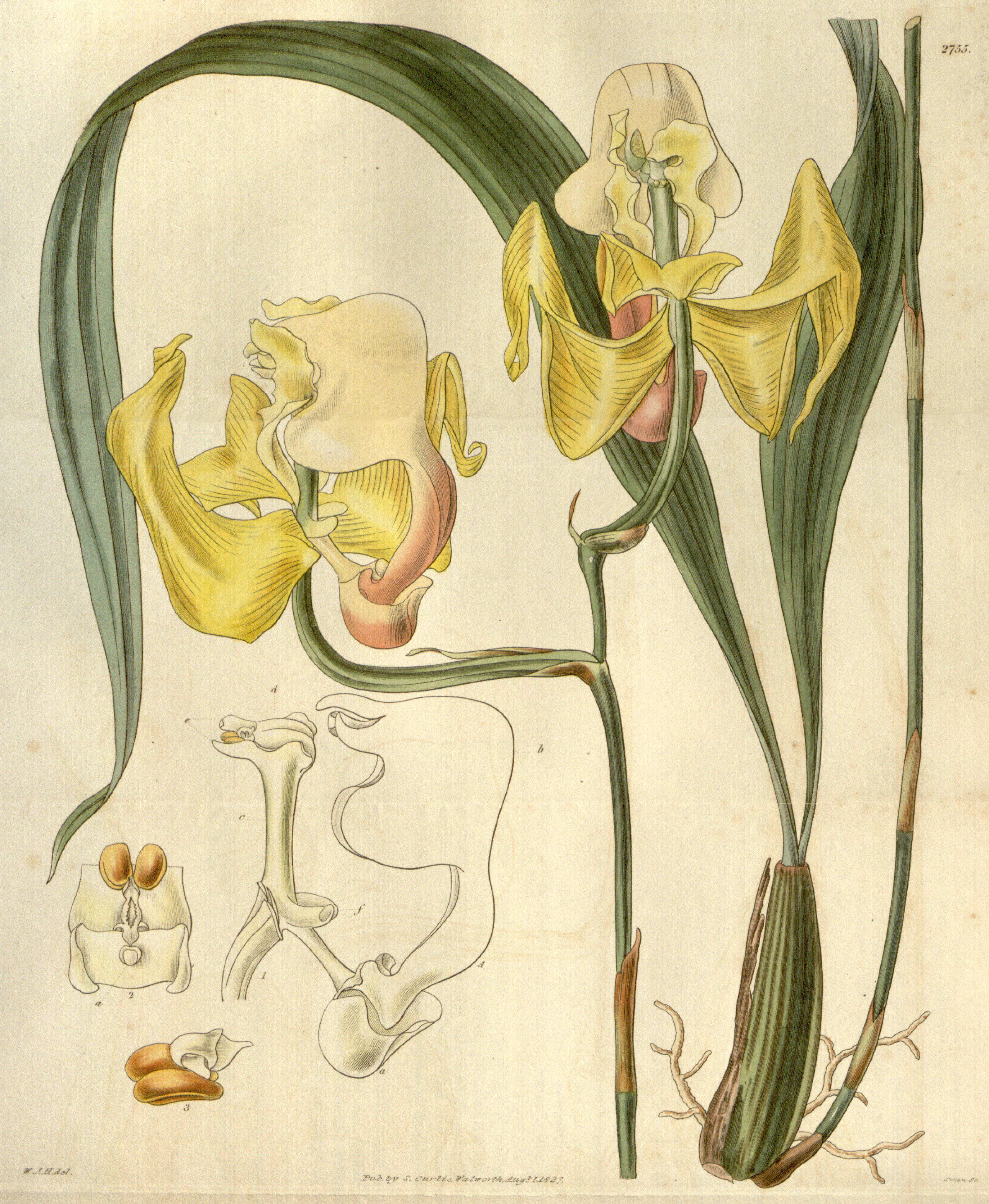
Il·lustració

Coryanthes speciosa és una orquídia d'hàbit epífit, originària de Sud-amèrica.

## Descripció
És una orquídia voluminosa, que prefereix el clima càlid. Té hàbits d'epífita amb un alt i llargarut pseudobulb rugós amb 2 fulles apicals, estretament el·líptiques. Floreix a l'estiu en una inflorescència racemosa basal, de penjoll, de 45 cm de llarg, bracteada, d'una a diverses flors que sorgeix d'un pseudobulb madur, i té una flor gran i cerosa que és molt aromàtica, amb olor de menta. Aquesta espècie es troba sovint associada a les formigues i pot beneficiar-se de la seva presència.

## Distribució
Es troba a Trinidad i Tobago, Guaiana Francesa, Surinam, Guyana, Veneçuela, Perú i Brasil, en les elevacions al voltant de 100 metres.

## Taxonomia
Coryanthes speciosa va ser descrita per William Jackson Hooker i publicada per primera vegada en Botanical Magazine 58: sub t. 3102. 1831.
Etimologia
Coryanthes: (abreujat Crths.) nom genèric que procedeix del grec "korys" = 'casc' i de "anthos" = 'flor', en al·lusió al label semblant a un casc.
speciosa: epítet llatí que significa 'vistosa'.
Sinonímia
- Coryanthes albertinae H. Karst. 1848;
- Coryanthes barkeri Beer 1854;
- Coryanthes maculata Hkr.;
- Coryanthes maculata Lindl. 1835;
- Coryanthes maculata var. punctata Lindl.;
- Coryanthes maculata var. vitrina Rolfe 1895;
- Coryanthes powellii Schltr. 1922;
- Coryanthes punctata Beer;
- Coryanthes splendens Barb. Rodr. 1877;
- Coryanthes sumneriana Lindl. 1856;
- Epidendrum galeatum Vell. 1831;
- Gongora macrantha Hooker;
- Gongora speciosa Hkr. 1827;
- Meliclis speciosa (Hook.) Raf. 1836[1]